# تشارلي سيمبسون
تشارلز روبرت سيمبسون (بالإنجليزية: Charlie Simpson)‏ (ولد في 7 يونيو 1985) هو مغني وكاتب أغاني وموسيقي إنجليزي. وهو أصغر عضو في فرقة Busted الحائزة على العديد من جوائز بريت، وهو المغني الرئيسي، وعازف الجيتار في فرقة Fightstar.

## وصلات خارجية
- Official website
- تشارلي سيمبسون على موقع IMDb (الإنجليزية)
- تشارلي سيمبسون على موقع ميوزك برينز (الإنجليزية)
- تشارلي سيمبسون على موقع أول ميوزيك (الإنجليزية)
- تشارلي سيمبسون على موقع ديسكوغز (الإنجليزية)
- تشارلي سيمبسون على موقع قاعدة بيانات الفيلم (الإنجليزية)